# Фанини, Микела
Микела Фанини (итал. Michela Fanini, 23 марта 1973, Лукка, Тоскана — 16 октября 1994, Капаннори, Тоскана) — итальянская профессиональная велогонщица, выступавшая с 1990 по 1994 годы.

## Карьера

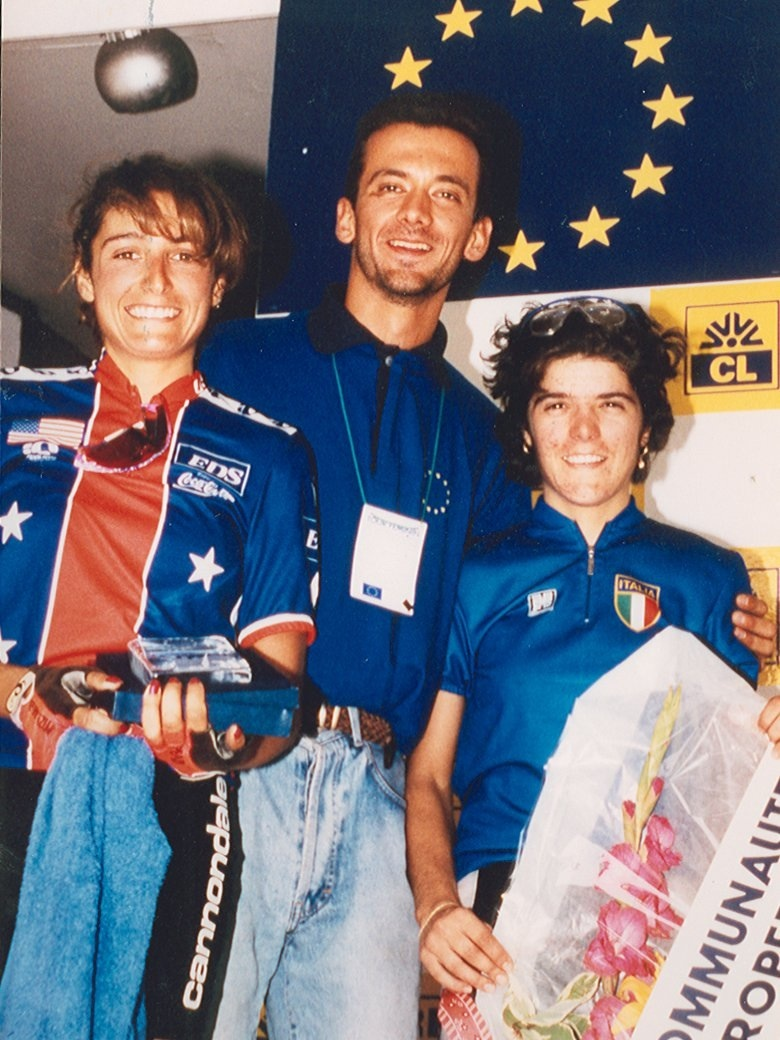
Фанини (справа) выиграла 7-й этап Tour de la CEE в 1993 году

Микела Фанини родилась в семье, тесно связанной с велоспортом: её дед — Лоренцо Фанини, основатель велосипедной фабрики, а дядя — Ивано Фанини, первый покровитель любительских команд, а с 1989 года — профессиональной команды Amore & Vita. Микела заявила о себе уже в молодёжных категориях; среди юниоров она выступала в майке национальной команды на чемпионатах мира 1990 и 1991 годов, а также выиграла гонки во Франции и Нидерландах.
В 1992 году, перейдя в элиту, в возрасте 19 лет, Микела Фанини стала чемпионкой Италии по шоссейному велоспорту в Монтебеллуне; в следующем году она заняла второе место.
В 1993 году она также выиграла этап на Гранд Букль феминин и один на Tour de la Communauté Européenne, а также заняла второе место на чемпионате Италии. В составе итальянской команды (с Валерией Каппеллотто, Фабианой Луперини и Робертой Бонаноми) она заняла третье место в командной гонке на чемпионате мира по шоссейному велоспорту в Осло и 4-е место в групповой гонке, а также выиграла 5-й этап на Джиро д’Италия и заняла пятое место в общем зачёте, также став победительницей в классификации молодых гонщиков.
В 1994 году Микела Фанини выиграла Джиро Донне и три этапа Гранд Букль феминин. Выступила на чемпионате мира в Сицилии в августе 1994 года, заняв 52-е место в групповой гонке, в том числе из-за аварии в финальной части гонки, когда она была в группе лидеров. Осенью того же года она погибла в возрасте 21 года в результате автокатастрофы в Капаннори (Тоскана), когда её автомобиль, Peugeot 205, перевернулся, врезавшись в низкую стену после заноса.
Всего Микела Фанини добилась более 60 успехов в юниорской и элитной категориях. На Олимпийских играх она не выступала.

## Посмертное признание
Её отец, Брунелло Фанини, который только за год до этого вновь основал женскую Джиро д’Италия, в 1995 году учредил гонку Джиро ди Тоскана — Мемориал Микелы Фанини. Он также основал итальянскую женскую команду «S.C. Michela Fanini Rox», просуществовавшую до 2018 года.
Ряд улиц, площадей и велодорожек также посвящены Микеле Фанини, особенно в Тоскане: центральные площади Сегроминьо и Паганико, площадь в Кампи-Бизенцио, велодорожки в Торре-дель-Лаго, Червии, Лунате и Капаннори, улицы в Монцамбано и Крочетта-Монтелло, велотрек Ваяно.

## Достижения
1990
9-я на Чемпионате мира среди юниоров
1991
6-я на Чемпионате мира среди юниоров
1992
 Чемпионат Италии — групповая гонка
2-я на Джиро ди Сицилия
1993
5-й этап Джиро д’Италия Донне
10b этап Tour cycliste féminin
7-й этап Женский Тур ЕЭС
2-я на Чемпионате Италии — групповая гонка
 Чемпионата мира — командная гонка
4-я на Чемпионате мира — групповая гонка
1994
Джиро д’Италия Донне:
 Генеральная классификация
2-й этап
2-й, 5-й и 7-й этапы Tour cycliste féminin
Джиро дель Фриули

### Статистика выступления наГранд-турах
| Гонка / Год          | 1990           | 1991           | 1992 | 1993 | 1994           |
| -------------------- | -------------- | -------------- | ---- | ---- | -------------- |
| Женский Тур де Франс | —              | —              | —    | DNF  | не проводилась |
| Гранд Букль феминин  | не проводилась | не проводилась | 38   | 22   | 17             |
| Тур де л'Од феминин  | —              | —              | —    | —    | 32             |
| Джиро Роза           | —              | —              | —    | 5    | 1              |